# باول جاكوبس
باول جاكوبس (بالإنجليزية: Paul Jacobs)‏ هو صحفي أمريكي، ولد في 24 أغسطس 1918، وتوفي في 3 يناير 1978 بسبب سرطان الرئة.